# آغاسی خانجیان
آغاسی خانجیان (ارمنی: Աղասի Խանջյան؛ ارمنی: Aghasi Khanjian؛ زادهٔ ۳۰ ژانویهٔ ۱۹۰۱ – درگذشته ۶ ژوئیهٔ ۱۹۳۶) یک سیاست‌مدار اهل ارمنستان بود. بین سال‌های ۱۹۳۰ تا ۱۹۳۶ میلادی، خانجیان دبیر اول حزب کمونیست ارمنستان بود.

خانجیان دوست و حامی بسیاری از روشنفکران ارمنی از جمله یقیشه چارنتس، آکسل باکونتس و گورگن ماهاری بود. وی همچنین برنده جوایزی همچون نشان لنین شده است. مرگ وی خودکشی اعلام شد اما آن مشکوک بود زیرا وی هنگامی که پست دبیر کلی حزب را بر عهده داشت به تفلیس احضار شده بود.

## نگارخانه

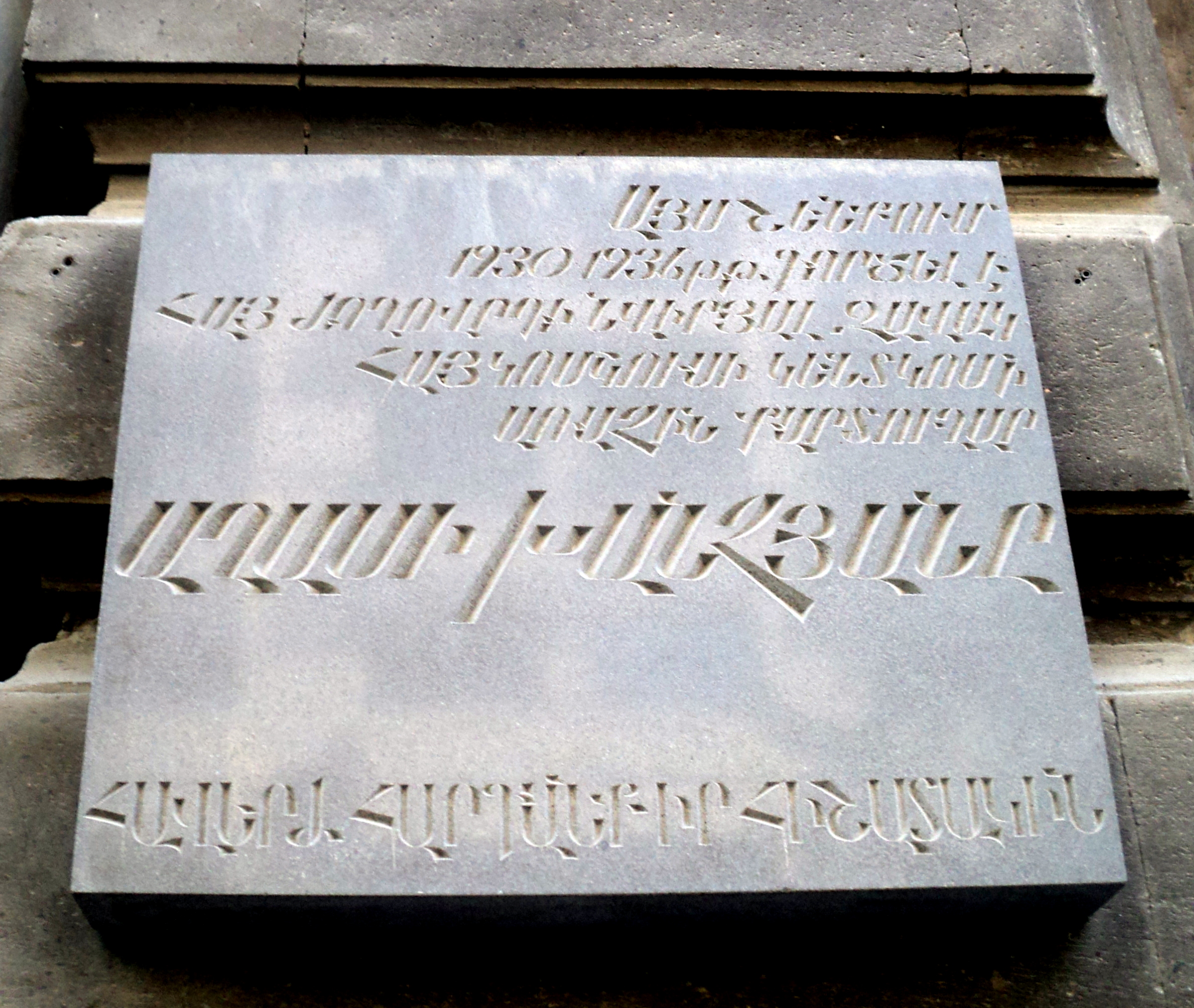